# Sydlig slätsvansspetsekorre
Sydlig slätsvansspetsekorre (Dendrogale melanura) är en däggdjursart som först beskrevs av Thomas 1892.  Dendrogale melanura ingår i släktet slätsvansspetsekorrar och familjen spetsekorrar. IUCN kategoriserar arten globalt som otillräckligt studerad.
Djuret förekommer endemiskt på norra Borneo. Arten vistas i skogar med undervegetation och äter främst insekter.
Arten är med en kroppslängd (huvud och bål) av 11 till 15 cm, en svanslängd av 9 till 14 cm och en genomsnittlig vikt av 42,5 g större än den nordliga slätsvansspetsekorren. Dessutom är de bruna strimmorna över och under ögonen hos Dendrogale melanura inte lika påfallande. Pälsen är på ovansidan svartbrun och på undersidan ljusare brun med gul skugga. Jämförd med andra spetsekorrar saknar släktets arter en ljus strimma på axeln. Tandformeln är I 3/3 C 1/1 P 3/3 M 3/3, alltså 38 tänder.
Levnadssättet antas vara lika som hos de andra spetsekorrarna.

## Underarter
Arten delas in i följande underarter:
- D. m. baluensis
- D. m. melanura